# Lysogorskij rajon
Il Lysogorskij rajon (in russo Лысогорский район?) è un rajon dell'Oblast' di Saratov, nella Russia europea; il suo capoluogo è Lysye Gory.